# Монтелабате
Монтелабате (итал. Montelabbate) је насеље у Италији у округу Пезаро и Урбино, региону Марке.
Према процени из 2011. у насељу је живело 2248 становника. Насеље се налази на надморској висини од 58 м.

## Становништво
| 1931. | 1936. | 1951. | 1961. | 1971. | 1981. | 1991. | 2001. | 2011. |
| ----- | ----- | ----- | ----- | ----- | ----- | ----- | ----- | ----- |
| 2.723 | 2.779 | 2.935 | 2.802 | 2.776 | 3.083 | 3.882 | 5.345 | 6.719 |